# Order Pracy (Wietnam)
Order Pracy (wiet. Huân chương Lao động) – wysokie państwowe odznaczenie Socjalistycznej Republiki Wietnamu ustanowione dekretem z dnia 1 maja 1950 roku, a potwierdzone ustawą z dnia 26 listopada 2003 roku. Nadawany jest za wybitne osiągnięcia w dziedzinie pracy, twórczości i rozwijania państwa. Dzieli się na trzy klasy.

## Ustanowienie
Order Pracy został ustanowiony dekretem Prezydenta Demokratycznej Republiki Wietnamu nr 65B/SL z dnia 1 maja 1950 roku jako trójklasowe wysokie odznaczenie państwowe, nadawane za specjalne osiągnięcia w pracy zarówno intelektualnej jak i fizycznej. Order nadawał na wniosek Ministra Pracy prezydent (I klasę) i premier (pozostałe dwie). Obecne zasady nadawania reguluje ustawa z dnia 26 listopada 2003 roku, która weszła w życie 1 lipca 2004 roku. Na jej mocy order nadaje Prezydent. Kandydatury do przyznania orderu prezydentowi przedstawia premier na wniosek ministra, szefa agencji rządowej, Prezesa Najwyższego Sądu Ludowego, Prokuratora Generalnego, przewodniczącego centralnej agencji, szefa organizacji społecznej lub prowincjonalnego Komitetu Ludowego. Order I klasy nadawany jest osobom posiadającym już II klasę orderu, mającym w swoim dorobku wynalazek, odkrycie, pracę naukową lub dzieło artystyczne o znaczeniu ogólnokrajowym oraz innym osobom mającym nadzwyczajnie wybitne osiągnięcia lub długoletni staż w pracy dla państwa lub społeczeństwa. Nadawane jest również kolektywom mającym wyjątkowo wybitne osiągnięcia lub odznaczonym II klasą orderu i posiadającym osiągnięcia przez pięć lat z rzędu. Order II klasy nadawany jest osobom posiadającym już III klasę orderu, mającym w swoim dorobku wynalazek, pracę naukową lub dzieło artystyczne oraz innym osobom mającym wybitne osiągnięcia lub długoletni staż w pracy dla państwa lub społeczeństwa. Nadawane jest również kolektywom mającym wybitne osiągnięcia lub odznaczonym III klasą orderu i posiadającym osiągnięcia przez pięć lat z rzędu. Order III klasy nadawany jest osobom uhonorowanym już nagrodami resortowymi, mającym w swoim dorobku pracę naukową lub dzieło artystyczne pozytywnie ocenione przez odpowiednią radę na szczeblu ministerialnym oraz innym osobom mającym wybitne osiągnięcia lub długoletni staż w pracy dla państwa lub społeczeństwa. Nadawane jest również kolektywom mającym wybitne osiągnięcia lub posiadającym osiągnięcia przez ostatnie pięć lat z rzędu, za które nadano nagrody resortowe.

## Odznaka
Zgodnie z przepisami z 2014 roku odznaka orderu wykonana jest z brązu pokrytego warstwą złota oraz stopu niklu i kobaltu. Ma formę okrągłą. W jej środkowej części zlokalizowana jest złota wypukła gwiazda w okrągłym polu pokrytym czerwoną emalią. Pole z lewej strony ograniczone jest kłosem ryżu a z prawej połową koła zębatego. Na ich połączeniu na dole umieszczona jest otwarta księga, pod którą umieszczona jest pokryta czerwoną emalią wstęga ze złotym napisem "VIỆT NAM". W górnej części umieszczony jest pokryty czerwoną emalią napis "HUÂN CHƯƠNG LAO ĐỘNG". Odznaka zawieszana jest na pięciobocznej blaszce ze stali nierdzewnej pokrytej warstwą złota i stopu niklu i kobaltu, na której rozciągnięta jest poliestrowa wstążka orderowa w kolorze czerwonym z dwoma ciemnoniebieskimi paskami po bokach. Dla odróżnienia klas orderu do wstążki doczepia się złote pięcioramienne gwiazdy: trzy dla I klasy (najwyższej), dwie dla II klasy i jedną dla III klasy.